# Chúa Giê-su Hài đồng của Praha
Chúa Giê-su Hài đồng của Praha hay Chúa Giê-su nhí của Praha, Chúa Hài đồng của Praha  (tiếng Séc: Pražské Jezulátko; tiếng Catalunya: Nen Jesús de Praga: tiếng Tây Ban Nha: Niño Jesús de Praga) là một bức tượng gỗ phủ sáp hình chúa Giê-su nhí cầm một cây thánh giá địa cầu nhân tạo ra đời vào thế kỉ 16, nằm ở Nhà thờ Đức Mẹ Chiến thắng của Chúng ta tại Malá Strana, Praha, Cộng hòa Séc. Truyền thuyết sùng đạo kể rằng bức tượng từng có một lần thuộc về Thánh Teresa của Ávila. Nó được đem tặng cho các tu sĩ của Dòng Cát Minh vào năm 1628 bởi Công chúa Polyxena của Lobkowicz.
Bức tượng thường xuyên vận quần áo của các nữ tu dòng Cát Minh bằng những loại vải sang trọng, bên cạnh biểu chương hoàng đế và một chiếc vương miện bằng vàng, trong đó tay trái cầm cây thánh giá địa cầu nhân tạo còn tay phải giơ lên theo tư thế ban phước. Bức tượng được người dân hết mực tôn sùng trong dịp lễ Giáng Sinh và ngày Chủ Nhật đầu tiên của Tháng 5, kỷ niệm lễ đăng quang và trước trước người dân.
Giáo hoàng Lêô XIII đã phê chuẩn việc tôn sùng bức tượng vào năm 1896 và lập hẳn một hội tôn giáo để tôn vinh bức tượng. Ngày 30 tháng 3 năm 1913, Giáo hoàng Piô X sau nữa còn tổ chức lễ Tình hữu ái của Chúa Giê-su Hài đồng của Praha, còn Giáo hoàng Piô XI tổ chức lễ đăng quang của giáo sĩ vào ngày 27 tháng 9 năm 1924. Giáo hoàng Biển Đức XVI đã trao vương miện cho bức tượng lần thứ hai trong chuyến ghé thăm Cộng hòa Séc vào ngày 6 tháng 9 năm 2009.

## Lịch sử ra đời
Nguồn gốc của tượng Chúa Giê-su hài đồng vẫn chưa rõ, những các nguồn chép sử ghi rằng một tác phẩm điêu khắc cao 19‑inch (48 cm) hình Chúa Hài đồng với một chú chim trên tay phải hiện nằm ở tu viện dòng Xitô của Santa María de la Valbonna ở Asturias, Tây Ban Nha, được chạm khắc vào khoảng năm 1340. Nhiều tượng điêu khắc Chúa Hài Đồng khác cũng được chạm khắc bởi những bậc thầy nổi tiếng khắp châu Âu trong thời Trung Cổ. Các tác phẩm điêu khắc thường được tìm thấy ở đầu thời Trung Cổ, ý nghĩa của chú chim là tượng trưng cho một linh hồn hoặc Thánh Linh. Việc các tác phẩm điêu khắc Chúa Hài đồng mặc biểu chương hoàng đế phản ảnh thời trang quý tộc của thời kì ấy.
Một truyền thuyết kể rằng một nhà sư sống trong tu viện biệt lập ở giữa Cordoba và Sevilla đã nhìn thấy một cậu nhóc và nhắc cậu hãy cầu nguyện. Vị tu sĩ đã dành nhiều giờ để cầu nguyện và rồi ông tạo ra hình hài một đứa trẻ.